# UFC 304
UFC 304: Edwards vs. Muhammad 2（ユーエフシー・スリーオーフォー：エドワーズ・バーサス・ムハマッド・ツー）は、アメリカ合衆国の総合格闘技団体「UFC」の大会の一つ。2024年7月27日、イングランド・マンチェスターのCo-op Liveで開催された。

## 大会概要
本大会は王者レオン・エドワーズと挑戦者ベラル・ムハマッドによるUFC世界ウェルター級タイトルマッチ、暫定王者トム・アスピナルと挑戦者カーティス・ブレイズによるUFC世界ヘビー級暫定タイトルマッチが組まれた。

## 試合結果

### アーリープレリム
第1試合 女子ストロー級 5分3R
○  ショーナ・バノン vs.  アリス・アルデレアン ×
3R終了 判定2-1（28-29、29-28、30-27）
第2試合 ヘビー級 5分3R
○  ミック・パーキン vs.  ルーカス・ブジェスキー ×
1R 3:23 KO（左フック→パウンド）
第3試合 ウェルター級 5分3R
○  サム・パターソン vs.  キーファー・クロスビー ×
1R 2:50 肩固め
第4試合 ライトヘビー級 5分3R
○  モデスタス・ブカウスカス vs.  マルチン・プラフニオ ×
3R 3:12 肩固め
第5試合 ウェルター級 5分3R
○  オーバン・エリオット vs.  プレストン・パーソンズ ×
3R終了 判定3-0（29-28、30-27、30-27）

### プレリミナリーカード
第6試合 フライ級 5分3R
○  ムハンマド・モカエフ vs.  マネル・ケイプ ×
3R終了 判定3-0（29-28、29-28、30-27）
第7試合 137ポンド契約 5分3R
○  ジェイク・ハドリー vs.  ケイラン・ロクラン ×
3R終了 判定3-0（30-27、30-27、29-28）
※ハドリーの体重超過によりバンタム級から変更。
第8試合 女子ストロー級 5分3R
○  ブルーナ・ブラジル vs.  モリー・マッキャン ×
3R終了 判定3-0（30-27、30-27、29-28）
第9試合 フェザー級 5分3R
○  ナサニエル・ウッド vs.  ダニエル・ピネダ ×
3R終了 判定3-0（29-27、29-27、29-28）

### メインカード
第10試合 フェザー級 5分3R
○  アーノルド・アレン vs.  ギガ・チカゼ ×
3R終了 判定3-0（29-28、29-28、29-28）
第11試合 ミドル級 5分3R
○  グレゴリー・ホドリゲス vs.  クリスチャン・リロイ・ダンカン ×
3R終了 判定3-0（30-27、30-27、30-27）
第12試合 ライト級 5分3R
○  パディ・ピンブレット vs.  ボビー・グリーン ×
1R 3:22 三角絞め
第13試合 UFC世界ヘビー級暫定タイトルマッチ 5分5R
○  トム・アスピナル vs.  カーティス・ブレイズ ×
1R 1:00 KO（左ジャブ→パウンド）
※アスピナルが王座の初防衛に成功。
第14試合 UFC世界ウェルター級タイトルマッチ 5分5R
○  ベラル・ムハマッド vs.  レオン・エドワーズ ×
5R終了 判定3-0（48-47、48-47、49-46）
※ムハマッドが王座獲得に成功。

### 各賞
ファイト・オブ・ザ・ナイト：該当無し
パフォーマンス・オブ・ザ・ナイト：トム・アスピナル、パディ・ピンブレット、ミック・パーキン
試合前にボビー・グリーンの要望によりボーナスが5万ドルから10万ドルに増額されることが決定し、ダナ・ホワイトCEOは試合後記者会見でピンブレットには特別に20万ドルを授与することを発表した

### カード変更
負傷などによるカードの変更は以下の通り。